# Meniscium minusculum
Meniscium minusculum är en kärrbräkenväxtart som först beskrevs av William Ralph Maxon, och fick sitt nu gällande namn av Pichi-serm. Meniscium minusculum ingår i släktet Meniscium och familjen Thelypteridaceae. Inga underarter finns listade.